# Таймс Радіо

Емблема Таймс Радіо

Таймс Радіо (англ. Times Radio) - британська цифрова радіостанція з головним офісом в Лондоні. Вона належить компанії News UK, яка є частиною медіа-імперії Руперта Мердока. Радіостанція спільно управляється News Broadcasting (яку News UK придбала у 2016 році, коли вона була відома як Wireless Group), The Times та The Sunday Times.
Станом на грудень 2025 року, за даними RAJAR, щотижнева аудиторія станції становить більше 600 тисяч осіб.
За оцінкою ангажованності Медіа, Таймс Радіо відповідає нетральним поглядам.
Таймс Радіо розпочало свою роботу у 29 червня 2020 року як частина цифрового пакету за підпискою до газетних видань The Times і The Sunday Times.
У перший день свого виходу в ефір радіостанція транслювала інтерв'ю з прем'єр-міністром Борисом Джонсоном, колишніми канцлерами Джорджем Осборном та Алістером Дарлінгом, актрисою Роуз Мак-Гавен та письменницею Маргарет Етвуд.